# Parmelia salcrambidiocarpa
Parmelia salcrambidiocarpa är en lavart som beskrevs av Hale. Parmelia salcrambidiocarpa ingår i släktet Parmelia och familjen Parmeliaceae.   Inga underarter finns listade i Catalogue of Life.